# Lampeudaya
Lampeudaya is een bestuurslaag in het regentschap Aceh Besar van de provincie Atjeh, Indonesië. Lampeudaya telt 642 inwoners (volkstelling 2010).